# ذعرة مدغشقر
ذعرة مدغشقر (الاسم العلمي: Motacilla flaviventris) (بالإنجليزية: Madagascar Wagtail)‏ هو طائر صغير من الجواثم ينتمي لفصيلة التمرة.